# Rorys Aragón
Rorys Andrés Aragón Espinoza (Guayaquil, 28 juni 1982) is een voormalig Ecuadoraans voetbalkeeper. Hij speelde onder meer voor het Turkse Diyarbakirspor en Standard Luik.

## Clubcarrière
In het seizoen 2006-07 kwam hij tijdens de winterstop over naar Standard Luik. Tijdens zijn eerste seizoen kwam de Ecuadoraan echter niet veel van de bank. In het begin van het seizoen 2007-08 gold hij als doublure van Olivier Renard, die van trainer Michel Preud'homme doorgaans de voorkeur kreeg. Toen Renard in de loop van de herfst in onmin geraakte met het bestuur, belandde Aragón onder de lat. De Ecuadoraan ontpopte zich tot een sluitstuk dat blunders afwisselde met knappe reddingen. Ondanks ettelijke blunders bleef hij het vertrouwen van de trainer genieten en werd hij zelfs kampioen met zijn ploeg. Aragón beloofde in de Maas te springen als Standard Luik kampioen zou worden. In 2009 liep zijn contract af en hij wilde het niet verlengen omdat Sinan Bolat zijn plaats als titularis inpikte. Hij tekende vervolgens bij Diyarbakirspor.

## Clubstatistieken
| seizoen   | club              | land    | competitie                     | duels | goals |
| --------- | ----------------- | ------- | ------------------------------ | ----- | ----- |
| 2001      | Club Sport Emelec | Ecuador | Campeonato Ecuatoriano         | 12    | 0     |
| 2002      | Club Sport Emelec | Ecuador | Campeonato Ecuatoriano         | 31    | 0     |
| 2003      | Club Sport Emelec | Ecuador | Campeonato Ecuatoriano         | 25    | 0     |
| 2004      | Club Sport Emelec | Ecuador | Campeonato Ecuatoriano         | 27    | 0     |
| 2005      | Club Sport Emelec | Ecuador | Campeonato Ecuatoriano         | 15    | 0     |
| 2006      | El Nacional       | Ecuador | Campeonato Ecuatoriano         | 3     | 0     |
| 2006/2007 | El Nacional       | Ecuador | Campeonato Ecuatoriano         | 0     | 0     |
| 2006/2007 | Standard Luik     | België  | Jupiler Pro League             | 1     | 0     |
| 2007/2008 | Standard Luik     | België  | Jupiler Pro League             | 24    | 0     |
| 2008/2009 | Standard Luik     | België  | Jupiler Pro League             | 27    | 0     |
| 2009/2010 | Diyarbakırspor    | Turkije | Süper Lig                      | 10    | 0     |
| 2010      | El Nacional       | Ecuador | Campeonato Ecuatoriano         | 24    | 0     |
| 2011      | Barcelona SC      | Ecuador | Campeonato Ecuatoriano         | 5     | 0     |
| 2012      | Mushuc Runa SC    | Ecuador | Campeonato Ecuatoriano Serie B | ?     | ?     |
| 2013      | Deportivo Azogues | Ecuador | Campeonato Ecuatoriano Serie B | ?     | ?     |
| 2014      | Deportivo Quito   | Ecuador | Campeonato Ecuatoriano         | ?     | ?     |
| Totaal    | Totaal            | Totaal  | Totaal                         | 169   | 0     |

## Erelijst
Emelec
- Campeonato Ecuatoriano

2001, 2002
 El Nacional
- Campeonato Ecuatoriano

2005 (C)
 Standard Luik
- Eerste klasse

2007/08, 2008/09
- Belgische Supercup

2008